# 三條京阪站
三條京阪站（日语：／ Sanjō-Keihan eki */?）是位於日本京都府京都市東山區，屬於京都市營地下鐵東西線的鐵路車站。車站編號是T11。此站與京阪電氣鐵道（京阪）本線及鴨東線的三條站以地下的閘外大廳通道相連。

## 歷史
本站的設施是由第三部門的京都高速鐵道株式會社建設。
- 1997年（平成9年）10月12日 - 京都市營地下鐵東西線的醍醐站－二條站間開通的同時開業[1]。
- 2007年（平成19年）4月1日 - 啟用IC卡「PiTaPa」[1]。

## 車站構造

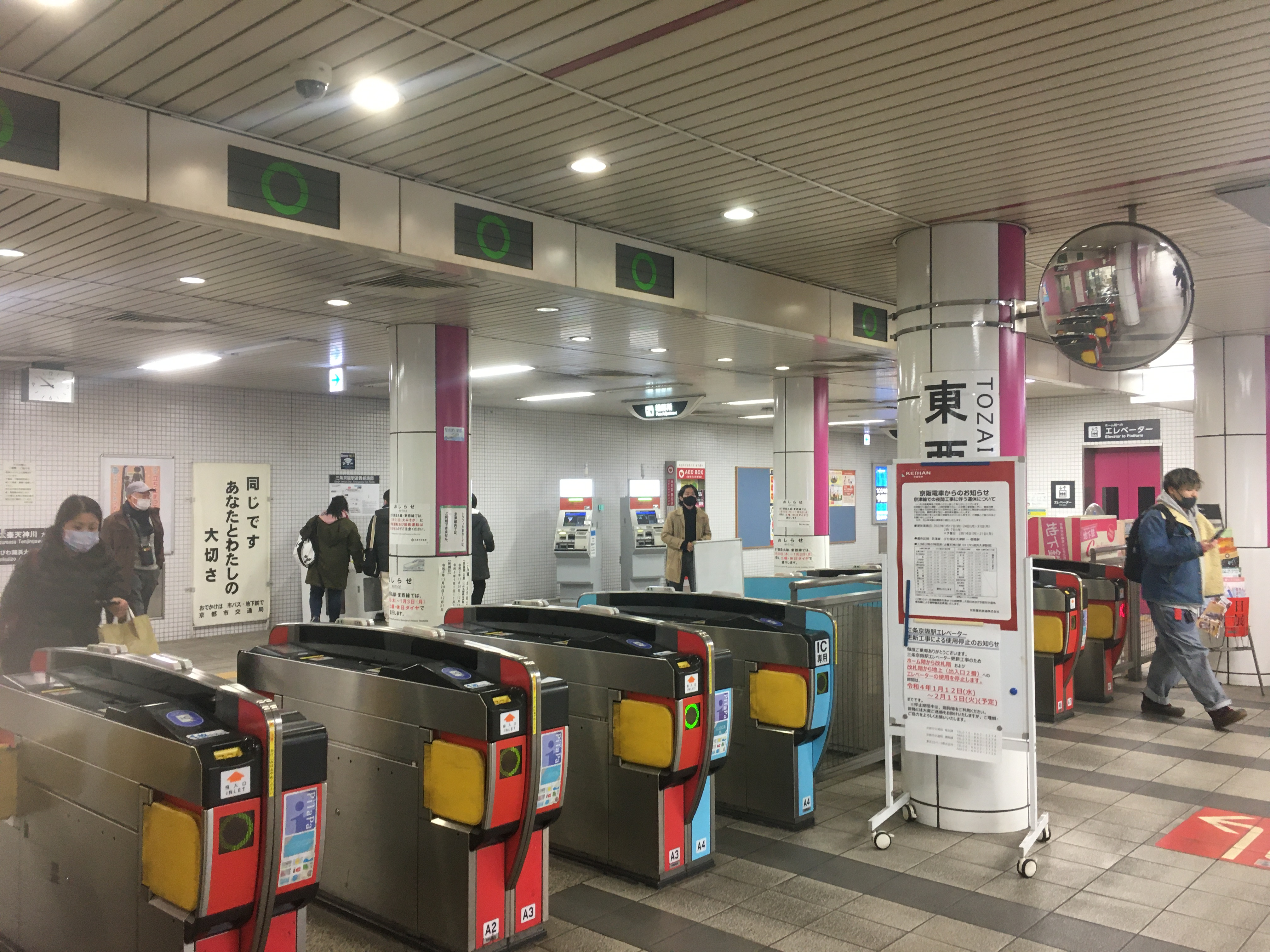
驗票閘口（2021年12月）

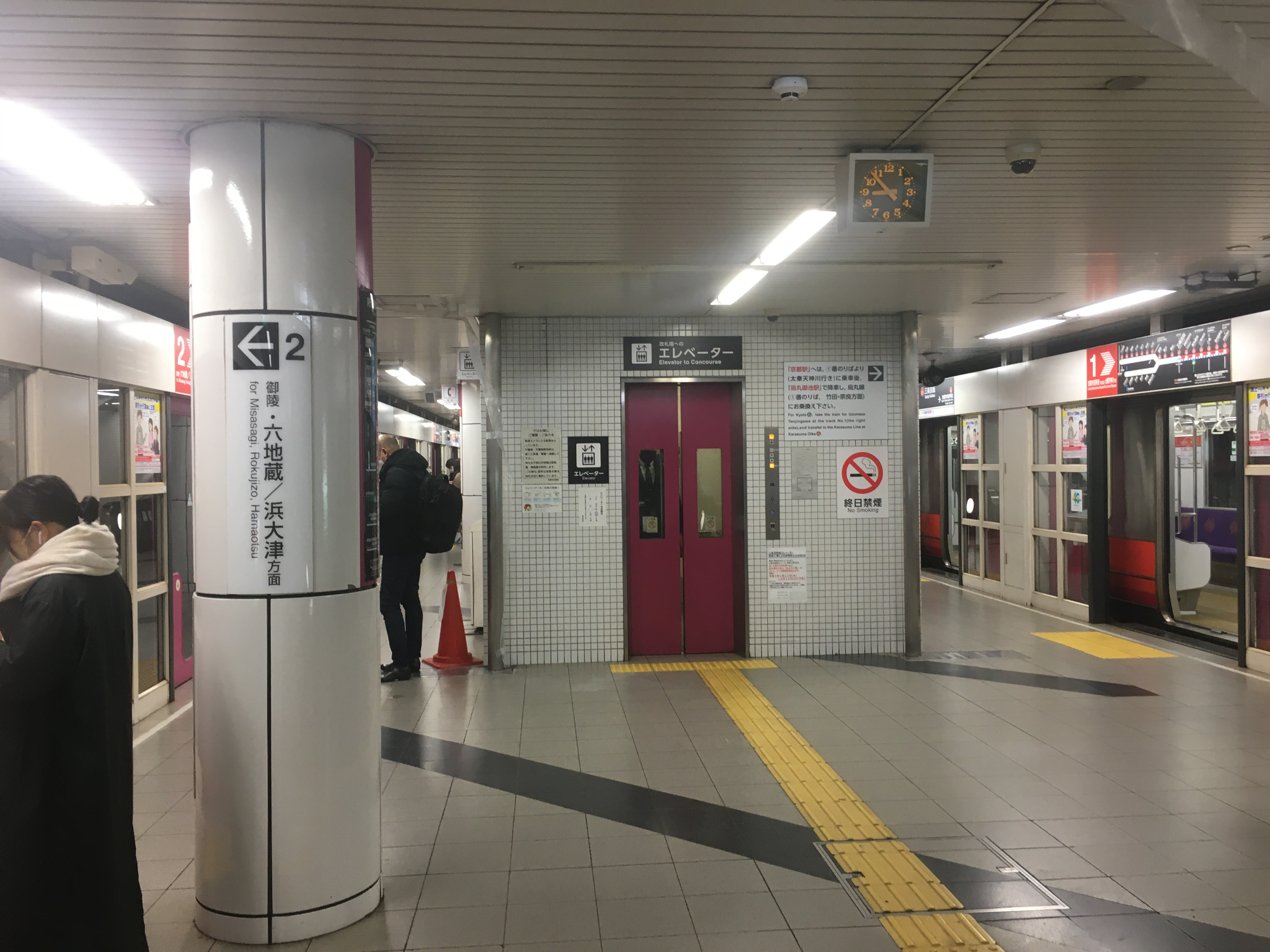
月台（2021年12月）

本站的月台位於地下4樓，與其他東西線的車站皆為複線島式月台（1面2線），並設有月台閘門。東西線車站皆有制定車站顏色，而本站的車站顏色是牡丹色。

### 月台配置
| 月台 | 路線   | 方向 | 目的地                                   |
| ---- | ------ | ---- | ---------------------------------------- |
| 1    | 東西線 | 下行 | 京都市役所前、烏丸御池、太秦天神川方向   |
| 2    | 東西線 | 上行 | 御陵、六地藏／琵琶湖濱大津方向（京津線） |

## 利用狀況
2016年（平成28年）度的1日平均上下車人次為25,875人。
近年的1日平均上下、上車人次推移如下表。
| 年度               | 1日平均 上下車人次 | 1日平均 上車人次 |
| ------------------ | ------------------ | ---------------- |
| 1998年（平成10年） |                    | 17,987           |
| 1999年（平成11年） | 31,987             | 16,059           |
| 2000年（平成12年） | 29,709             | 14,894           |
| 2001年（平成13年） | 28,371             | 14,235           |
| 2002年（平成14年） | 26,758             | 13,401           |
| 2003年（平成15年） | 26,527             | 13,081           |
| 2004年（平成16年） | 25,709             | 12,715           |
| 2005年（平成17年） | 24,451             | 12,068           |
| 2006年（平成18年） | 23,509             | 11,751           |
| 2007年（平成19年） | 23,314             | 11,788           |
| 2008年（平成20年） | 24,772             | 12,476           |
| 2009年（平成21年） | 24,168             | 12,080           |
| 2010年（平成22年） | 23,976             | 11,980           |
| 2011年（平成23年） | 23,986             | 11,985           |
| 2012年（平成24年） | 23,880             | 11,931           |
| 2013年（平成25年） | 23,588             | 11,787           |
| 2014年（平成26年） | 24,373             | 12,179           |
| 2015年（平成27年） | 25,515             | 12,751           |
| 2016年（平成28年） | 25,875             | 12,931           |

## 相鄰車站
京都市交通局（京都市營地下鐵）
 東西線
東山（T10）－三條京阪（T11）－京都市役所前（T12）

## 外部連結
- 三條京阪站（页面存档备份，存于） - 京都市交通局